# La Fiancée de la Forêt-Noire
Pour plus de détails, voir Fiche technique et Distribution.
La Fiancée de la Forêt-Noire (titre original : Schwarzwaldmädel) est un film ouest-allemand réalisé par Hans Deppe sorti en 1950.
Il s'agit d'une adaptation de l'opérette de Leon Jessel.

## Synopsis
Au cours d'une fête costumée, le jeune peintre Hans Hauser rencontre la secrétaire Bärbele Riederle, qui porte le costume traditionnel d'une fille de la Forêt-Noire. Hans Hauser est un ami proche de la meneuse de revue Malwine Heinau qui est aussi présente au bal avec son partenaire Richard Petersen. Malwine porte ce soir-là un bijou du joaillier Bussmann à des fins publicitaires. Son employé, Theo Patzke, qui est responsable de la sécurité de la bijouterie, est tombé amoureux de Malwine et n'a pas pu lui refuser qu'elle porte le bijou lors de la fête. Mais il voit soudainement son patron entrer dans la salle. Bärbele Riederle, la secrétaire de Bussmann, remarque que Patzke est saoul et décide de retirer le bijou elle-même.
Malwine flirte comme toujours sans vergogne avec tous les hommes, dont M. Bussmann, devant les yeux de Hauser et Petersen. Riederle intervient alors puis disparaît. Hauser la suit en vain. Bärbele a gagné une petite auto et part en voyage dans la Forêt-Noire en compagnie de sa tante, femme de ménage pour le maître de chapelle Römer qui vit à St. Christoph. Dans son départ, elle n'a pas pensé à redonner le bijou au joaillier. Alors Theo Patzke part la chercher. Bussmann croit que Patzke a subtilisé le bijou et le suit.
En fin de compte, tout le monde se retrouve à St. Christoph, car Hans Hauser, Richard Petersen et Malwine Heinau passent leurs vacances dans la Forêt-Noire. L'histoire du bijou est rapidement résolue. Le propriétaire de l'auberge "Blauer Ochsen" voudrait présenter aux clients sa fille Lorle. Mais elle est avec le valet Gottlieb, ce que son père n'accepte pas. Par ailleurs, Blasius Römer, le maître de chapelle, qui a fait la connaissance de Bärbele, a des espoirs pour la jeune femme.
Richard Petersen veut réconcilier son ami Hans avec Malwine, mais Hans pense à autre chose. Il sait que Bärbele est faite pour lui. Malwine, vexée, met plein de bâtons dans les roues entre les deux. Une fin heureuse se produit : lors de la grande fête de la Sainte-Cécile, où Bärbele est la reine de la Forêt-Noire, Hans parvient à la prendre dans ses bras. De même, Richard Petersen enlace Malwine, ils s'avouent leur amour. De même, il y a une fin heureuse pour Lorle et Gottlieb.

## Fiche technique
- Titre : La Fiancée de la Forêt-Noire
- Titre original : Schwarzwaldmädel
- Réalisation : Hans Deppe assisté de Hans Ohrtmann
- Scénario : Bobby E. Lüthge (de)
- Musique : Frank Fox (de)
- Direction artistique : Gabriel Pellon
- Photographie : Kurt Schulz
- Son : Hans Ebel, Hans Löhmer
- Montage : Margarete Steinborn (de)
- Production : Kurt Ulrich
- Sociétés de production : Berolina
- Société de distribution : Herzog-Filmverleih
- Pays de production :  Allemagne de l'Ouest
- Langue : allemand
- Format : Couleur - 1,37:1 - Mono - 35 mm
- Genre : Comédie
- Durée : 100 minutes
- Dates de sortie :
  - Allemagne de l'Ouest : 7 septembre 1950.
  - Autriche : 27 octobre 1950.
  - France : 6 juin 1952 [1].
  - Estado Novo : 21 janvier 1953.
  - Allemagne de l'Est : 4 février 1955.

## Distribution
- Sonja Ziemann : Bärbele Riederle
- Rudolf Prack : Hans Hauser
- Gretl Schörg : Malwine Heinau, la meneuse de revue
- Walter Müller : Richard Petersen, son partenaire
- Paul Hörbiger : Blasius Römer, la maître de chapelle
- Trude Wilke-Roßwog : Traudel Riederle, la femme de ménage du maître
- Fritz Kampers : Jürgen, l'aubergiste du « Blauer Ochsen »
- Lucie Englisch : Lorle, sa fille
- Kurt Zehe : Gottlieb, valet du « Blauer Ochsen »
- Ernst Waldow : Fritz Bussmann, le joaillier
- Hans Richter : Theo Patzke
- Kurt Pratsch-Kaufmann : Staubig, le comptable de Bussmann
- Franz-Otto Krüger : Le maître de cérémonie
- Kurt Seifert : L'homme dans la rue
- Karl Schöpp : Le prévôt de la cathédrale
- Lydia Veicht : La danseuse sur la glace

## Source de la traduction
- (de) Cet article est partiellement ou en totalité issu de l’article de Wikipédia en allemand intitulé « Schwarzwaldmädel (1950) » (voir la liste des auteurs).